# Joko (Album)
Joko ist ein Jazzalbum von Sylvain Luc. Die 2005 in Paris entstandenen Aufnahmen erschienen 2006 auf Dreyfus Jazz.

## Hintergrund
Sylvain Luc nahm das Album an drei Tagen in unterschiedlichen Besetzungen mit Michel Portal (Bassklarinette), Olivier Ker Ourio (Harmonika), Jacky Terrasson (Piano), Eric Longsworth (Cello), Philippe Chayeb (b) Pascal Rey (Schlagzeug, Perkussion) Keyvan Chemirani und Bijan Chemirani (Udu, Daf, Zarb, Bendir) auf. Neben eigenen Kompositionen und zusammen mit seiner Band geschriebenen Stücken spielte er außerdem Kompositionen der Doors („Light My Fire“), Keith Jarrett („Coral“), Joe Jackson („Steppin’ Out“), Paul McCartney („This Never Happened Before“ von dessen Album Chaos and Creation in the Backyard) und James Taylor („Mean Old Man“).

## Titelliste
- Sylvain Luc: Joko (Dreyfus Jazz FDM 4605036692)[1]

1. Light My Fire (The Doors) 3:38
2. This Never Happened Before (Paul McCartney) 3:38
3. Fil Bleu (Eric Longsworth, Sylvain Luc) 3:16
4. Gangui (Sylvain Luc) 5:27
5. Terre Inconnue (Bijan Chemirani, Eric Longsworth, Keyvan Chemirani, Olivier Ker Ourio, Sylvain Luc) 3:07
6. Steppin’ Out (Joe Jackson) 3:57
7. Introguito (Sylvain Luc, Bijan Chemirani, Keyvan Chemirani) 0:53
8. Fandanguito (Sylvain Luc) 2:57
9. Coral (Keith Jarrett) 3:04
10. Machination Secrète (Bijan Chemirani, Keyvan Chemirani, Sylvain Luc) 2:32
11. Joko (Michel Portal, Sylvain Luc) 4:09
12. Mean Old Man (James Taylor) 4:34
13. Accalmies (Sylvain Luc) 4:03
14. Folk Print (Sylvain Luc) 4:43
15. Le roi dans les Bois (Traditional) 3:52

## Rezeption

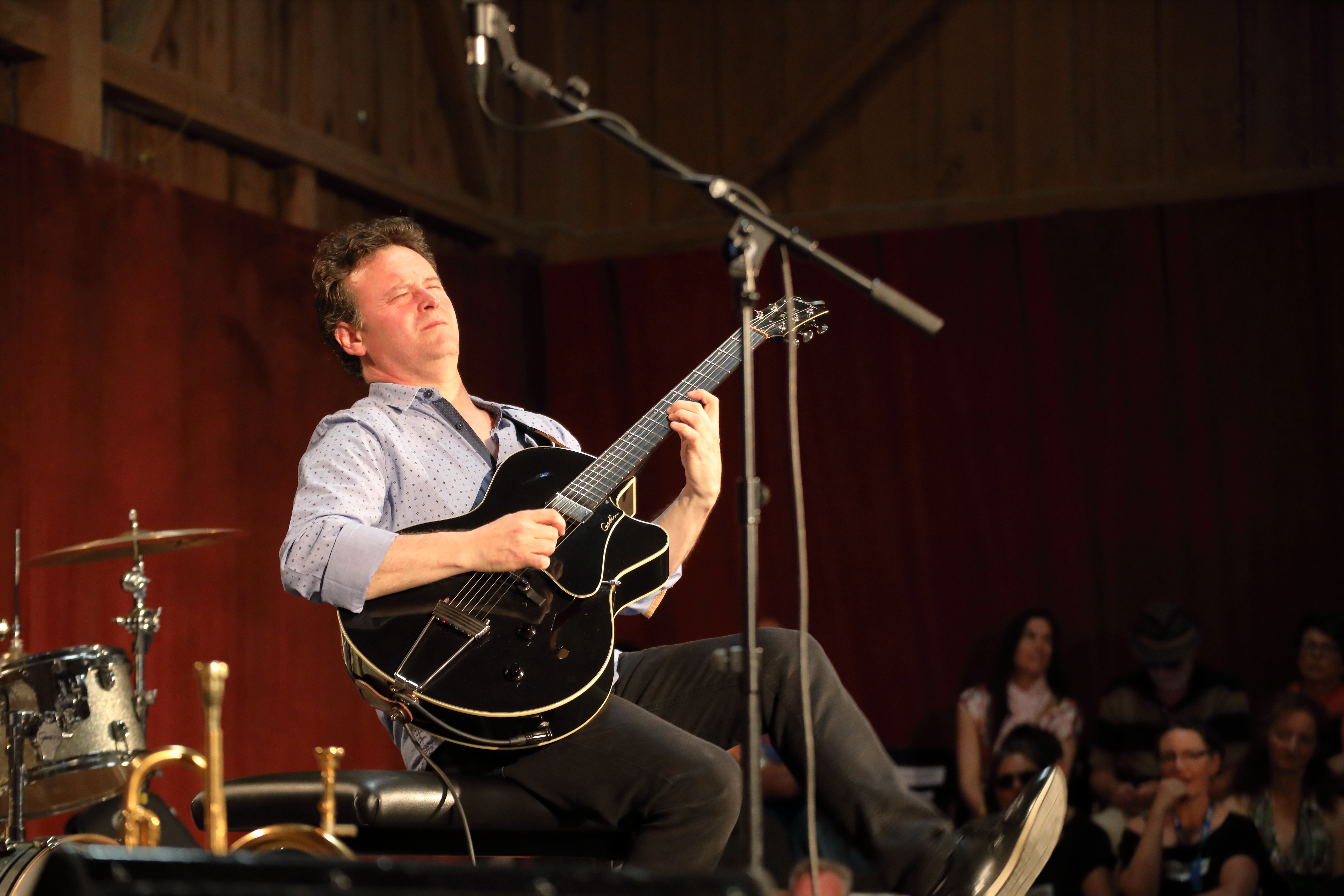
Sylvain Luc auf dem INNtöne Jazzfestival 2019

Mit reichhaltigen Portionen Fusion, Swing, Harmonien, fesselnden Gitarren-Fills und Rhythmus sei Joko von Sylvain Luc eine Sammlung beeindruckender musikalischer Meisterleistungen, lobte Stephen Wood in All About Jazz. Luc würde es schaffen, den Puls so vieler unterschiedlicher musikalischer Themen und Ideen zu treffen und sie alle unter einem Plattentitel zusammenzufassen. Die Perkussion und der Rhythmus des Albums gäben dem Hörer das Gefühl, bei der Aufführung der Show „Stomp“ dabei zu sein, die mit Fusionen verschiedener Einflüsse gespickt ist, die von Swing bis Hip Hop, Funk und Rockmusik reichten. Seine Fähigkeit, allem, was er berühre, eine vernünftige Melodie zu verleihen, erinnere stark an einige der am meisten verehrten Jazzstars der letzten dreißig Jahre. Und es bestehe kein Zweifel, dass Luc seinen Platz unter ihnen als Innovator, Freidenker und originelle Stimme verdiene. Seine Vorliebe dafür, sonst banale Dinge in ein faszinierendes und aufregendes Produkt zu verwandeln, sei unbestreitbar selten und klinge unwiderstehlich.
k